# Arcis-le-Ponsart
Arcis-le-Ponsart  là một xã thuộc tỉnh Marne trong vùng Grand Est đông nam nước Pháp. Xã có diện tích 15,43 km2, dân số năm 2006 là 268 người.